# Exocentrus kleebergi
Exocentrus kleebergi là một loài bọ cánh cứng trong họ Cerambycidae.